# المسراب (بني مطر)

تعديل مصدري - تعديل

المسراب هي إحدى قرى عزلة جبل النبي شعيب بمديرية بني مطر التابعة لمحافظة صنعاء، بلغ تعداد سكانها 217 نسمة حسب تعداد اليمن لعام 2004.